# Марша Томасон
Марша Ліза Томасон (англ. Marsha Lisa Thomason), у шлюбі Томасон Сайкс (англ. Thomason Sykes); нар. 19 січня 1976, Манчестер, Англія, Велика Британія) — англійська акторка.

## Біографія
Марша Томасон народилася в Манчестері, Англія. ЇЇ мати працює в ямайській електронній компанії, а батько зайнятий в політиці. Має сестру Крісті.
Марша навчалася в Школі Святої Трійці, Блеклі, потім у школі Манчестера для дівчат. Навчаючись у Oldham Sixth Form College здобула знання з медійної справи, театрального та акторського мистецтва. Ступінь бакалавра з англійської мови отримала в Міському університеті Манчестера.
З 11 років разом з матір'ю відвідувала майстер-класи театру Олдем.

## Кар'єра
Томасон знімається для кіно та телебачення. У 1998 отримала роль у британському серіалі про жіночий футбол «Playing the Field». В тому ж році працювала і в іншому британському серіалі «Там, де серце».
У фільмі 2001 року «Чорний лицар» акторка виконала роль королівської покоївки з сучасними ідеями. Наступного року виходять два фільми за участю Томасон: «Long Time Dead» — фільм жахів та «Чистий»
У 2003 вийшов комедійний фільм жахів «Будинок із приколами». В цій стрічці Марша виконала роль дружини працьовитого чоловіка (Едді Мерфі), який займався нерухомістю.
У серіалі «Лас-Вегас» Томасон зіграла у 47 епізодах. У «Загублених» виконала роль Наомі Дорріт. З 2009 по 2014 мала ключову роль Діани Берріган у серіалі «Білий комірець».
У 2009 отримала головну роль у пригодницькій стрічці «Ласкаво просимо до раю! 2: Риф».
Від 2022 року виконує головну роль (з третьої серії) детективки-сержантки Джен Таунсенд у серіалі «Затока».

## Особисте життя
5 квітня 2009 року одружилася зі світлотехніком Крейгом Сайксом (англ. Craig Sykes). 12 червня 2013 народила доньку Таллула Анаїс (англ. Tallulah Anaïs).

## Фільмографія

### Фільми
| Рік  | Назва                            | Оригінальна назва         | Роль                           | Примітки        |
| ---- | -------------------------------- | ------------------------- | ------------------------------ | --------------- |
| 1994 | «Священник»                      | Priest                    | медсестра                      |                 |
| 1996 |                                  | Brazen Hussies            | Шіна, стриптизерка             | телефільм       |
| 2001 |                                  |                           |                                |                 |
| 2001 | «Чорний лицар»                   | Black Knight              | покоївка № 7/ Вікторія/ Ніколь |                 |
| 2002 | «Прадавній Мрець»                | Long Time Dead            | Люсі                           |                 |
| 2002 | «Непорочний»                     | Pure                      | Вікі                           |                 |
| 2003 | «Будинок із приколами»           | The Haunted Mansion       | Сара Еверс / Елізабет Хенсо    |                 |
| 2004 | «Молоді татусі»                  | My Baby's Daddy           | Бренді                         |                 |
| 2005 |                                  | The Nickel Children       | Беатрис                        |                 |
| 2006 | «Посилка»                        | The Package               | Мелісса                        | короткометражка |
| 2006 | «Кав'ярня»                       | Caffeine                  | Рейчел                         |                 |
| 2006 |                                  | The Fast One              | Люсі                           | короткометражка |
| 2006 | «Мандрівник»                     | The Tripper               | Лінда                          |                 |
| 2006 | «Перетягування канату»           | Tug of War                | Сем                            | короткометражка |
| 2007 | «Блюз Лос-Анджелеса»             | LA Blues                  | Карла                          |                 |
| 2009 | «Ласкаво просимо до раю! 2: Риф» | Into the Blue 2: The Reef | Азра Тейт                      | відеофільм      |
| 2016 |                                  | Zoobiquity                | д-р Кара Мартінз               | телефільм       |

### Серіали
| Рік       | Назва                           | Оригінальна назва        | Роль                        | Примітки     |
| --------- | ------------------------------- | ------------------------ | --------------------------- | ------------ |
| 1993      | «Сценарій»                      | Screenplay               | Венді                       | 1 епізод     |
| 1996      | «Головний підозрюваний»         | Prime Suspect            | Дженніс Лаферті             | 2 епізоди    |
| 1997      | «Пиріг у небі»                  | Pie in the Sky           | Саллі                       | 8 епізодів   |
| 1998-1999 | «Там, де серце»                 | Where the Heart Is       | Джекі Річардс               | 20 епізодів  |
| 1999      | «Кохання у 21 столітті»         | Love in the 21st Century | Луїз                        | 1 епізод     |
| 1998-2000 |                                 | Playing the Field        | Шарон Пірс / Шазза Пірс     | 19 епізодів  |
| 2001      |                                 | Table 12                 | Дені                        | 1 епізод     |
| 2001      | «Ластівка»                      | Swallow                  | Тіна Гарфорд                | 1 епізод     |
| 2003      |                                 | Burn It                  | Тіна                        | 15 епізодів  |
| 2003–2005 | «Лас-Вегас»                     | Las Vegas                | Несса Голт                  | 47 епізодів  |
| 2007      | «Плантація»                     | Cane                     | Міранда Санфіліпіно         | 1 епізод     |
| 2008      | «Життя як вирок»                | Life                     | Джилл Абрахамс              | 1 епізод     |
| 2008      |                                 | Messiah: The Rapture     | Мел Палмер                  | 2 епізоди    |
| 2007–2009 | «Загублені»                     | Lost                     | Наомі Дорріт                | 12 епізодів  |
| 2008-2009 | «Легкі гроші»                   | Easy Money               | Джулія Міллер               | 8 епізодів   |
| 2009      | «Головний госпіталь»            | General Hospital         | Джиліан Карлайл             | 4 епізоди    |
| 2009–2010 | «Гімнастки»                     | Make It or Break It      | Ем Джей (Мері Джейн) Мартін | 6 епізодів   |
| 2011      | «Дві дівчини без копійчини»     | 2 Broke Girls            | Кашандра                    | 2 епізоди    |
| 2013–2014 | «Чоловіки у справі»             | Men at Work              | Селена                      | 2 епізоди    |
| 2009–2014 | «Білий комірець»                | White Collar             | Діана Берріган              | 69 епізодів  |
| 2014      | «Безпечний будинок»             | Safe House               | Кеті                        | 4 епізоди    |
| 2017      | «Кістки»                        | Bones                    | Емі Браян                   | 1 епізод     |
| 2017-2018 | «Хороший лікар»                 | The Good Doctor          | д-р Ізабель Барнс           | 3 епізоди    |
| 2018      | «Морські котики»                | SEAL Team                | Ванесса Раян                | 3 епізоди    |
| 2019      | «Все на краще»                  | Better Things            | Мер Кодіс                   | 4 епізоди    |
| 2020      | «МакГайвер»                     | MacGyver                 | д-р Шеріл Вернер            | 1 епізод     |
| 2017-2020 | «Морська поліція: Лос-Анджелес» | CIS: Los Angeles         | Ніколь Дешамп               | 8 епізодів   |
| 2021      | «Кастлванія»                    | Castlevania              | Ґрета (голос)               | 10 епізодів  |
| 2020-2021 | «Двадцяті»                      | Twenties                 | Ширлі                       | 3 епізоди    |
| 2021      | «Приватний детектив Магнум»     | Magnum P.I.              | Єва                         | 4 епізоди    |
| 2022      |                                 | FreakAngels              | Кей Кей (голос)             | мінісеріал   |
| 2020-2023 | «Кобра»                         | COBRA                    | Франсін Брідж               | 17 епізодів  |
| 2024      |                                 | Grown·ish                | Соня Юджин                  | 1 епізод     |
| 2022-2024 | «Затока»                        | The Bay                  | детектив Джен Таунсенд      | головна роль |

### Відеоігри
2012 — Hitman: Absolution / Діана (голос)